# Li Tianlei
Li Tianlei (chiń. 李天蕾; ur. 13 stycznia 1995 w Yangzhou) – chiński lekkoatleta, chodziarz.
Srebrny medalista mistrzostw Azji w chodzie na 20 kilometrów (2013).

## Rekordy życiowe
- Chód na 10 kilometrów – 38:57 (2010) rekord świata kadetów[1]